# شهرستان کمرون (پنسیلوانیا)
شهرستان کمرون، پنسیلوانیا (به انگلیسی: Cameron County, Pennsylvania) شهرستانی در ایالات متحده آمریکا است که در پنسیلوانیا واقع شده‌است.

## خصوصیات
شهرستان کمرون ۱٬۰۳۰٫۸۲ کیلومترمربع مساحت دارد.